# Karukinka naturpark

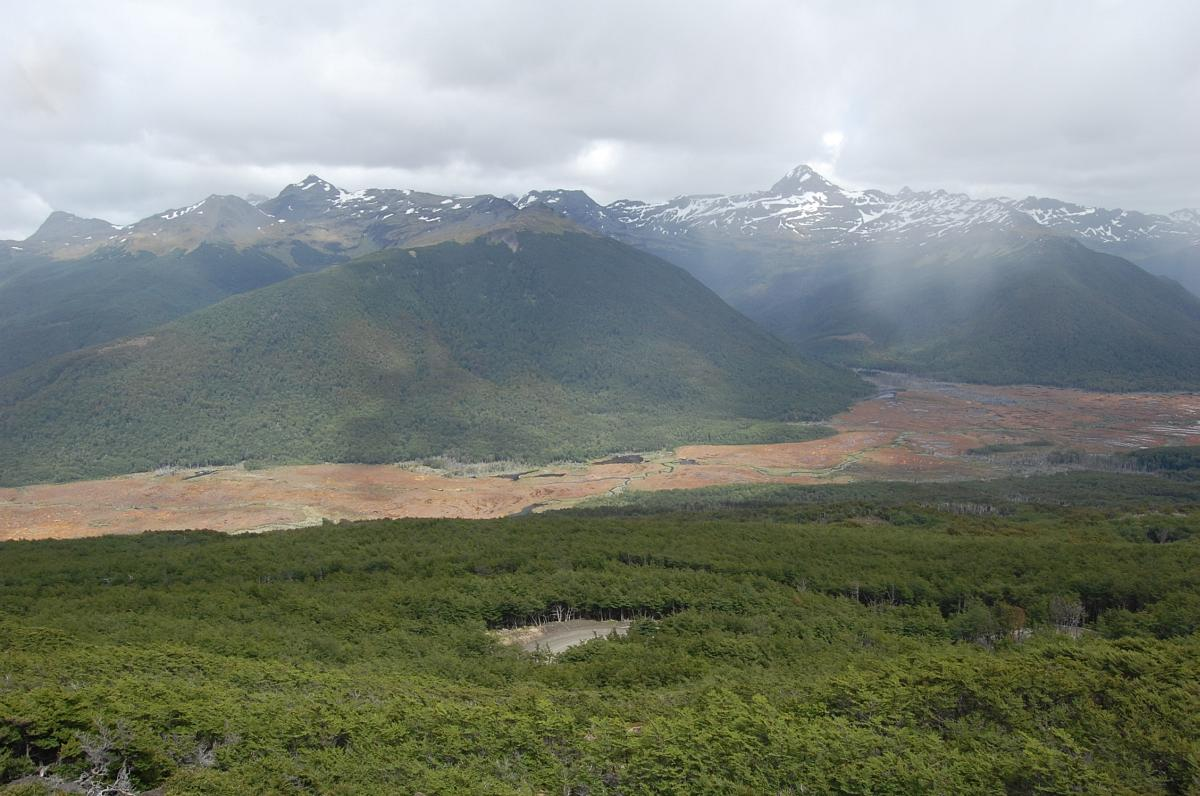
Vy över parken

Karukinka naturpark (spanska: Parque Natural Karukinka) är en skyddszon i Eldslandet i Chile som är ungefär 272 000 hektar stor.
Under 1990-talet fanns planer av det nordamerikanska skogsbruksbolaget Trillium Coporation att etablera en utpost i regionen. Miljöskyddsaktivister och regionens invånare protesterade mot projektet. Under tiden fick bolaget uppfattningen att avkastningen blir för liten. Landet köptes sedan av Goldman Sachs. Banken räknade med skatteavdrag när de överlämnar området till naturskyddet. Därför donerades grunden året 2004 till Wildlife Conservation Society. I Karukinka naturpark finns några av Eldslandets sista urskogar. Här förekommer flamingor och i havet omkring blåvalar.